# Tour de France 1969
Tour de France 1969 var den 56. udgave af Tour de France og fandt sted fra 28. juni til 20. juli 1969. Løbet bestod af 22 etaper på i alt 4.110, kørt med en gennemsnitsfart på 35,409 km/t.

## Etaper
Tour de France9 startede d. 28. juni. Der var ingen hviledage.
| Stage | Dato     | Rute                                      | Type        | Længde | Vinder                    |
| ----- | -------- | ----------------------------------------- | ----------- | ------ | ------------------------- |
| P     | 28. juni | Roubaix                                   | Enkeltstart | 10 km  | Rudi Altig (GER)          |
| 1A    | 29. Juni | Roubaix – Sint-Pieters-Woluwe             | Flad etape  | 147 km | Marino Basso (ITA)        |
| 1B    | 29. Juni | Sint-Pieters-Woluwe – Sint-Pieters-Woluwe | Holdløb     | 16 km  | Faema                     |
| 2     | 30. juni | Sint-Pieters-Woluwe – Maastricht          | Flad etape  | 182 km | Julien Stevens (BEL)      |
| 3     | 1. juli  | Maastricht – Charleville-Mézières         | Flad etape  | 213 km | Eric Leman (BEL)          |
| 4     | 2. juli  | Charleville-Mézières – Nancy              | Flad etape  | 214 km | Rik van Looy (BEL)        |
| 5     | 3. juli  | Nancy – Mulhouse                          | Bjergetape  | 194 km | Joaquim Agostinho (POR)   |
| 6     | 4. juli  | Mulhouse – Ballon d'Alsace                | Bjergetape  | 133 km | Eddy Merckx (BEL)         |
| 7     | 5. juli  | Belfort – Divonne-les-Bains               | Bjergetape  | 241 km | Mariano Diaz (ESP)        |
| 8A    | 6. juli  | Divonne-les-Bains                         | Enkeltstart | 9 km   | Eddy Merckx (BEL)         |
| 8B    | 6. juli  | Divonne-les-Bains – Thonon-les-Bains      | Bjergetape  | 137 km | Michele Dancelli (ITA)    |
| 9     | 7. juli  | Thonon-les-Bains – Chamonix               | Bjergetape  | 111 km | Roger Pingeon (FRA)       |
| 10    | 8. juli  | Chamonix – Briançon                       | Bjergetape  | 221 km | Herman van Springel (BEL) |
| 11    | 9. juli  | Briançon – Digne                          | Bjergetape  | 198 km | Eddy Merckx (BEL)         |
| 12    | 10. juli | Digne – Aubagne                           | Bjergetape  | 161 km | Felice Gimondi (ITA)      |
| 13    | 11. juli | Aubagne – La Grande-Motte                 | Flad etape  | 196 km | Guido Reybrouck (BEL)     |
| 14    | 12. juli | La Grande-Motte – Revel                   | Flad etape  | 234 km | Joaquim Agostinho (POR)   |
| 15    | 13. juli | Revel – Revel                             | Enkeltstart | 19 km  | Eddy Merckx (BEL)         |
| 16    | 14. juli | Castelnaudary – Luchon                    | Bjergetape  | 199 km | Raymond Delisle (FRA)     |
| 17    | 15. juli | Luchon – Mourenx/Ville Nouvelle           | Bjergetape  | 214 km | Eddy Merckx (BEL)         |
| 18    | 16. juli | Mourenx – Bordeaux                        | Flad etape  | 201 km | Barry Hoban (GBR)         |
| 19    | 17. juli | Bordeaux – Brive                          | Flad etape  | 193 km | Barry Hoban (GBR)         |
| 20    | 18. juli | Brive – Le Puy-de-Dôme                    | Bjergetape  | 198 km | Pierre Matignon (FRA)     |
| 21    | 19. juli | Clermont-Ferrand – Montargis              | Flad etape  | 329 km | Herman van Springel (BEL) |
| 22A   | 20. juli | Montargis – Créteil                       | Flad etape  | 111 km | Jozef Spruyt (BEL)        |
| 22B   | 20. juli | Créteil – Paris                           | Enkeltstart | 37 km  | Eddy Merckx (BEL)         |

## Podieplaceringer
De tre øverst placerede i løbet var i rækkefølge:
- Eddy Merckx(BEL)
- Roger Pingeon (FRA)
- Raymond Poulidor (FRA)